# Cinnamodendron sampaioanum
Cinnamodendron sampaioanum är en tvåhjärtbladig växtart som beskrevs av P. Occhioni. Cinnamodendron sampaioanum ingår i släktet Cinnamodendron och familjen Canellaceae. Inga underarter finns listade.